# 宽萼毛菍
宽萼毛菍（学名：Melastoma sanguineum var. latisepalum）为野牡丹科野牡丹属毛菍的变种。分布于中国大陆的海南等地，生长于海拔100米至450米的地区，常生长在密林中、山坡疏、阳处及荫处灌丛中，目前尚未由人工引种栽培。